# Marina (Kalifornia)
Marina – miasto w Stanach Zjednoczonych, w stanie Kalifornia, w hrabstwie Monterey.